# جيفرسون هورتادو
جيفرسون هورتادو هو لاعب كرة قدم إكوادوري، ولد في 2 أغسطس 1987 في غواياكيل في الإكوادور. لعب مع أرجنتينوس جونيورز وبرشلونة جواياكويل وسوسيداد ديبورتيفو كيتو ونادي ديبورتيفو إل ناسيونال.

## وصلات خارجية
- جيفرسون هورتادو على موقع قاعدة بيانات كرة القدم.إي يو (الإنجليزية)